# (117852) Constance
Ne doit pas être confondu avec (315) Constantia ou (405207) Konstanz.
(117852) Constance est un astéroïde de la ceinture principale.

## Description
(117852) Constance est un astéroïde de la ceinture principale. Il fut découvert le 3 mai 2005 aux Monts Santa Catalina par le projet CSS. Il présente une orbite caractérisée par un demi-grand axe de 2,59 UA, une excentricité de 0,05 et une inclinaison de 11,4° par rapport à l'écliptique.

## Compléments